# Dimos Lavreotiki
Dimos Lavreotiki (Lavreotiki) är en kommun i Grekland.   Den ligger i prefekturen Nomarchía Anatolikís Attikís och regionen Attika, i den sydöstra delen av landet, 40 km sydost om huvudstaden Aten. Antalet invånare är 25 102. Arean är 177 kvadratkilometer.
Terrängen i Dimos Lavreotiki är huvudsakligen kuperad, men åt sydost är den platt.